# Caroline Link
Caroline Link (nascuda a Bad Nauheim, estat de Hessen, Alemanya, el 2 de juny de 1964) és una directora i guionista de cinema i televisió alemanya.
És ben coneguda per haver dirigit l'aclamada pel·lícula Jenseits der Stille (Més enllà del silenci), que va ser nominada a un Oscar a la millor pel·lícula internacional, i per dirigir Nirgendwo in Afrika (Enlloc d'Àfrica), que va guanyar un Oscar a la millor pel·lícula internacional i va ser nominada per a un Globus d'Or.

## Vida i obra
Caroline Link és filla de Jürgen i Ilse Link. Del 1986 al 1990 va estudiar a l'Acadèmia de Cinema i Televisió de Munic (HFF), i de seguida va començar a treballar com a ajudant de direcció i guionista.
Les primeres obres de Link inclouen el curtmetratge Bunte Blumen, de 1988. L'any següent va codirigir el documental Das Glück zum Anfassen. Per a Bavaria Film va escriure dos guions per a la sèrie de detectius Der Fahnder.
Caroline Link va créixer en una petita ciutat a prop de Frankfurt, Alemanya. Tot i que la seva família li proporcionà una sòlida formació moral, eren una "família no intel·lectual i no artística". Link va començar a interessar-se per dedicar-se al cinema després de ser mainadera a Amèrica. Quan va tornar a Alemanya va treballar en el cinema com a extra i es va comprometre amb un càmera. En conèixer més de prop aquest món li va interessar i va començar a fer pràctiques en el cine. A Link li agradava treballar a la indústria cinematogràfica, però volia tenir la capacitat de crear i expressar la seva política.
El primer llargmetratge de Link, Jenseits der Stille (Més enllà del silenci, 1996) va ser nominat a l'Oscar com a millor pel·lícula en llengua estrangera, i va cridar l'atenció pel seu retrat d'una família amb pares sords. El seu segon llargmetratge va ser Annaluise and Anton (1999), basat en una novel·la d'Erich Kästner. El seu tercer llargmetratge, Nirgendwo in Afrika (Enlloc d'Africa, 2001), adaptat per Link de la novel·la autobiogràfica de Stefanie Zweig i rodat a Kenya, va rebre l'Oscar a la millor pel·lícula en llengua estrangera i també el premi del cinema alemany, el Deutscher Filmpreis, en cinc categories, inclosa la millor pel·lícula de ficció.

### Més enllà del silenci
Jenseits der Stille (Més enllà del silenci) va ser el primer pas de Link en la cinematografia, va ser nominada a l'Oscar a la millor pel·lícula en llengua estrangera i li va portar el reconeixement mundial. El film il·lustra les lluites del personatge principal, Lara, filla d'adults sords (CODA), en comunicar-se amb els seus pares sords, Martin i Kai. Link utilitza el tema del silenci a la seva història com una al·legoria de la censura, el trauma generacional i l'opressió al cor de la societat alemanya. "Aquesta no és realment una pel·lícula sobre la sordesa. Es tracta de la sordesa, en aparença, és clar, però la substància emocional és la comunicació en una família. Sempre intento parlar d'una emoció universal que la majoria dels espectadors coneixerà i entendrà. Així, doncs, amb Jenseits der Stille, sabia que volia fer una pel·lícula sobre un pare i una filla, una filla que estima molt el seu pare però que se sent atreta per un món completament diferent. És el que volia dir abans de saber que faria una pel·lícula sobre una família sorda". Als Hitler das rosa Kaninchen stahl està basada en la novela autobiográfica de Judith Kerr.
“Les dones solen preocupar-se molt per la seva percepció. Volem ser bona gent. Però no sempre és possible estar tranquil·la, ser dolça i comprensiva quan estàs en una posició de lideratge o si realment intentes aconseguir alguna cosa que necessites per a la teva creativitat. Vaig haver d'aprendre que està bé que una dona VULGUI alguna cosa, que sigui la cap i que de vegades fins i tot sigui agressiva”.

## Vida personal
Link viu amb la seva parella, el director de cinema Dominik Graf, i la seva filla, que va néixer l'any 2002.

## Filmografia

### Pel·lícules
| Curs | Títol                                                                        | Rol         | Notes         |
| ---- | ---------------------------------------------------------------------------- | ----------- | ------------- |
| 2019 | Als Hitler das rosa Kaninchen stahl Quan Hitler em va robar el conillet rosa | Directora   | [ 15 ]        |
| 2018 | Der Junge muss an die frische Luft El nen necessita respirar aire fresc      | Directora   |               |
| 2013 | Exit Marrakech Destí Marràqueix                                              | Directora   | [ 16 ]        |
| 2008 | Im Winter ein Jahr Un any a l'hivern                                         | Directora   | [ 17 ]        |
| 2001 | Nirgendwo in Afrika Enlloc d'Àfrica                                          | Directora   |               |
| 1999 | Pünktchen und Anton Annaluisa i Anton                                        | Directora   |               |
| 1996 | Jenseits der Stille Més enllà del silenci                                    | Directora   | [ 18 ] [ 19 ] |
| 1990 | Der Fahnder                                                                  | Guionista   |               |
| 1989 | Das Glück zum Anfassen                                                       | Codirectora |               |
| 1988 | Bunte Blumen                                                                 | Directora   |               |

### TV
| Curs | Títol             | Rol       | Notes |
| ---- | ----------------- | --------- | ----- |
| 2020 | Safe              |           |       |
| 1992 | Kalle der Träumer |           |       |
| 1985 | Der Fahnder       | Guionista |       |

## Premis i nominacions
| Curs | Premi                       | Categoria                                | Obra                               | Resultat   | Notes         |
| ---- | --------------------------- | ---------------------------------------- | ---------------------------------- | ---------- | ------------- |
| 2019 | Premi de cinema alemany     | Pel·lícula alemanya més popular de l'any | Der Junge muss an die frische Luft | Guanyadora | [ 20 ] [ 21 ] |
| 2013 | Giffoni Film Festival       | Millor pel·lícula                        | Exit Marrakech                     |            |               |
| 2003 | Premis Globus d'Or          | Millor pel·lícula en llengua estrangera  | Nirgendwo in Afrika Nominada       | Nominada   | [ 5 ]         |
| 2002 | Premis de l'Acadèmia        | Millor llargmetratge internacional       | Nirgendwo in Afrika Nominada       | Guanyadora | [ 4 ]         |
| 1998 | Premi de Cinema Bavarès     | Millor pel·lícula per a joves            |                                    | Guanyadora | [ 22 ]        |
| 1997 | Premis de l'Acadèmia        | Millor llargmetratge internacional       | Jenseits der Stille                | Nominada   | [ 23 ]        |
| 1997 | Gran Premi Sakura de Tòquio |                                          |                                    | Guanyadora |               |
| 1996 | Premi de Cinema Bavarès     | Millor director nou                      |                                    | Guanyadora | [ 22 ]        |

### Altres premis
- 2004: Orde del Mèrit de Baviera
- 2010: Premi de Cinema Ciutat de Hof
- 2016: Premi de Cinema de la Ciutat de Munic
- 2018: Orde del Mèrit de la República Federal d'Alemanya (1a classe)[24]
- 2019: Premi Helmut Käutner
- 2023: Blue Panther - Premi TV i Streaming al millor director per Safe[25]
- 2023: Orde constitucional de Baviera[26]